# 永井智雄
永井 智雄（ながい ともお、本名: 飯沼 修（いいぬま おさむ） 1914年6月14日 - 1991年6月17日）は、日本の俳優。東京市出身。

## 来歴・人物
1932年、旧制麻布中学校卒業。旧制甲南高等学校在学中、1934年に白亜城事件で日本共産青年同盟神戸市委員長として検挙され、退学処分を受ける。治安維持法違反容疑で起訴され、神戸拘置所と大阪拘置所で2年間を過ごし、出所後同志社大学に入学。在学中、「エラン・ヴィタール小劇場」の一員として演劇活動に入る。同大卒業後、兵役を経て1944年に瑞穂劇団に参加した。
1946年劇団俳優座に入団し同座の中堅俳優として『検察官』や『三人姉妹』などの舞台で活躍した。1963年に東山千栄子、村瀬幸子、岸輝子らと共にヨーロッパへ演技研究に出かけている。
舞台のみならず、映画、テレビドラマにも多数出演し、渋い脇役として活躍した。中でも代表作は、包容力があり部下に慕われる相沢キャップ役を演じた1958年からNHKで放送されたテレビドラマ『事件記者』であり、後に映画でシリーズ化されるほどの人気ドラマとなった。俳優活動の傍ら、安保体制打破新劇人会議書記長、全国革新懇世話人を務めた。
晩年は1989年5月に東京の自宅を引き払い、妻と共に演劇研修のために渡米。1991年6月17日11時（JST同日3時）、脳梗塞のため、アメリカ合衆国カリフォルニア州の病院で死去。77歳没。

## 出演作品

### 映画
- 女優須磨子の恋（1947年、松竹）- 長田秀雄
- 生きる（1952年、東宝）- 新聞記者
- 悲劇の将軍（1953年、東映）- 新聞記者久さん
- 刺青殺人事件（1953年）- 松下英一郎
- 思春の泉（1953年、新東宝）- 四方七
- 勲章（1954年、俳優座）
- 壁あつき部屋（1956年、松竹）- 戦犯G
- 台風騒動記（1956年）- 森県会議員
- 女だけの街（1957年）- 須藤医師
- 異母兄弟（1957年、独立映画）- 連隊長
- 眼の壁（1958年、松竹）- 加賀専務
- 花のうず潮（1958年、松竹）- 宮本憲吉
- 四季の愛欲（1958年、日活）- 平川
- 不敵な男（1958年、大映）- 国広為吉
- これが最後だ（1958年、日活）- 島田広志
- 無法街の野郎ども（1959年、東映）- 石井刑事
- 第五福竜丸（1959年、近代映画協会）- 大宮医師
- JA750号機行方不明（1959年、日活）- 木庭
- 絞首台の下（1959年、日活）- 岩淵弁護士
- 世界を賭ける恋（1959年、日活）- 村岡一郎
- 事件記者シリーズ（日活）- 相沢キャップ
  - 事件記者（1959年）
  - 事件記者 真昼の恐怖（1959年）
  - 事件記者 仮面の脅迫（1959年）
  - 事件記者 姿なき狙撃者（1959年）
  - 事件記者 影なき男（1959年）
  - 事件記者 深夜の目撃者（1959年）
  - 事件記者 時限爆弾（1960年）
  - 事件記者 狙われた十代（1960年）
  - 事件記者 拳銃貸します（1962年）
  - 事件記者 影なき侵入者（1962年）
  - 新・事件記者 大都会の罠（1966年）
  - 新・事件記者 殺意の丘（1966年）
- 密航0ライン（1960年、日活）- 今泉道夫
- 爆破命令（1960年、日活）- 吉田辰之助
- 夜は嘘つき（1960年、大映）- 舟嶋
- トップ屋を殺せ（1960年、新東宝）- 大垣弥三郎
- 少女（1961年、日活）- 草田次郎
- 松川事件（1961年）- 玉田警視
- もず（1961年、にんじんくらぶ）- 藤村
- 黒い十人の女（1961年、大映）- 本町芸能局長
- 霧と影（1961年、東映）- 戸田キャップ
- うるさい妹たち（1961年、大映）- 父英三
- メキシコ無宿（1962年、日活）- 三国人
- 雲に向かって起つ（1962年、日活）- 橋本部長
- 瘋癲老人日記（1962年、大映）- 杉田
- 金門島にかける橋（1962年、日活）- 主任教授
- 愛と死のかたみ（1962年、日活）- 鳥羽牧師
- 白と黒（1963年、東宝）- 高原
- 続・忍びの者（1963年、大映）- 徳川家康
- 丘は花ざかり（1963年、日活）- 木村健吉
- 風と樹と空と（1964年、日活）- 安川
- チョンリマ（千里馬）（1964年、日活）- 解説
- 殺人者を消せ（1964年、日活）- 森中正
- スパイ（1965年）- 岡代議士
- にっぽん泥棒物語（1965年、東映）- 差戻審の裁判長
- 続花と龍 洞海湾の決斗（1966年、東映）- 品川信健
- 不信のとき（1968年、大映）- 中西
- 続・秘録おんな牢（1968年）- 石出帯刀
- 記録なき青春 (1968年）- 多川義人
- 祇園祭（1968年、日本映画復興協会）- 河原又四郎（善阿弥）
- 若者はゆく -続若者たち-（1969年）- 常務
- 荒い海（1969年）- 大垣指導砲手
- でんきくらげ（1970年、大映）- 高崎
- 影の車（1970年、松竹）- 小磯貞雄
- 3000キロの罠（1971年）- 長谷部正造
- 黒の斜面（1971年）- 谷口部長
- 沈黙 SILENCE（1971年、表現社）- 白州役人
- 王将（1973年、東宝）- 菊岡博士
- 塩狩峠（1973年、東宝）- 六造
- 金環蝕（1975年、大映）- 財部電力開発総裁
- 新幹線大爆破（1975年、東映）- 新幹線総局長
- 不毛地帯（1976年、芸苑社）- 政治部長
- 密約 外務省機密漏洩事件（1978年）- 馬場
- 皇帝のいない八月（1978年、松竹）- 山村防衛大臣
- 翼は心につけて（1978年、共同映画全国系列会議）- 坂本（高校教師）
- ブルークリスマス（1978年、東宝）- 城制作局長
- 子育てごっこ（1979年）- 編集者
- 誘拐報道（1982年）- 吉本編集局長
- 海峡（1982年、東宝）- 長崎国鉄総裁

### テレビドラマ
- 東芝日曜劇場 (TBS)
  - 第22話「京都の虹」（1957年）
  - 第66話「吉葉山物語」（1958年）
  - 第75話「椎茸と雄弁」（1958年）
  - 第168話「白い外套」（1960年）
  - 第184話「再会」（1960年）
  - 第221話「子をつれた女」（1961年）
  - 第255話「壬申の乱」（1961年）
- 学校放送「中学校」名作をたずねて (NHK)
  - イワンの馬鹿（1957年）
  - 道程（1958年）
  - 山椒大夫（1958年）- 山椒大夫
- ここに人あり 第39話「春の虹」（1958年、NHK）
- 事件記者 （1958年 - 1966年、NHK）- 相沢キャップ
- サンヨーテレビ劇場（KR）
  - 親馬鹿ちゃんりん（1958年）
  - 回転木馬（1961年）
- 母と子 第10話「ばら」（1959年、KR）
- 東芝家族劇場 第7話「雨の夜のはなし」（1959年、NET）
- 東芝土曜劇場 (CX)
  - 第5話「草を刈る娘」（1959年）
  - 第52話「護送」（1960年）
  - 第62話「散歩する霊柩車」（1960年）
  - 第75話「幽霊大いになやむ」（1960年）
  - 第124話「ねばったやつら」（1961年）
  - 第157話「未亡記事」（1962年）
  - 第169話「殺人専科」（1962年）
- 芥川龍之介シリーズ 第2話「鼻」（1959年、NTV）
- 雑草の歌 (NTV)
  - 第58話「溝」（1959年）
  - 第65話「野菊の家」（1959年）
  - 第71話「明るい瞳」（1959年）
  - 第104話「ひとすじの光」（1960年）
  - 第113話「眼の中の眼鏡」（1960年）
  - 第151話「不死身のトランペット」（1961年）
- 日立劇場 (KR)
  - 第11話「空気のなくなる日」（1959年）
  - 第31話「象を喰った連中」（1960年）
- おかあさん (KR)
  - 第15話「鏡の中の女」（1960年）
  - 第34話「ずるい人」（1960年）
  - 第62話「松風」（1960年）
  - 第144話「愛の代償」（1962年）
- 慎太郎ミステリー・暗闇の声 / 濡れた女（1960年、KR）
- ミステリー影 / 狂った欲望（1960年、MBS）
- 部長刑事 (ABC)
  - 第81話「割符と女」（1960年）
  - 第305話「嫉妬」（1964年）
  - 第367話「巷に雨の降るごとく」（1965年）
- 夫婦百景 (NTV)
  - 第100話「渡り初め」（1960年）
  - 第209話「ものぐさ亭主とその女房」（1962年）
  - 第219話「思春期女房」（1962年）
  - 第254話「御安全夫婦」（1963年）
- 三菱ダイヤモンド劇場 / ある強迫（1960年、CX）
- 指名手配 第30・31話「嵐の前」（1960年、NET）
- 百万人の劇場 (CX)
  - 武蔵野夫人（1960年）
  - 稲妻（1960年）
- スリラー劇場・夜のプリズム (NTV)
  - 第76話「夜明けまで」（1960年）
  - 第82話「俺は死なない」（1960年）
  - 第104話「殺人学講座」（1961年）
- 東レサンデーステージ (NTV)
  - 第1話「足にさわった女」（1960年）- 大仏二郎
  - 第37話「莫邪の一日」（1961年）- 人見千将
  - 第54話「同級生交歓」（1961年）- 永山
- 源氏鶏太シリーズ / 口紅と泥棒（1960年、TBS）
- 人生うらおもて 第34話「恋の取引」（1961年、NTV）
- 髙島屋バラ劇場 / ある落日（1961年、TBS）
- 決定的瞬間 第16話「良縁」（1961年、NTV）
- 近鉄金曜劇場 (TBS)
  - あらくれ（1961年）
  - ただいま零匹（1963年）
- NECサンデー劇場 / グラビアの顔（1961年、NET）
- 日立ファミリー劇場 (YTV)
  - 友情の河（1961年）
  - 桂馬のキンピラ（1962年）
- 愛の劇場 第112話「父の初恋」（1961年、NTV）- 増田
- 文芸アワー / 其面影（1962年、NTV）- 日葉村幸三郎
- こども名作座 / 虎（1962年、NHK）- 劇評家
- テレビ指定席 / けいせんや（1962年、NHK）
- 一千万人の劇場 / 春の夢（1964年、CX）
- シオノギテレビ劇場 / 仲代達矢アワー・加賀騒動（1964年、CX）
- 風雪 / 裏町の忍者（1965年、NHK）- 玉田秀斎
- 日産スター劇場 / 女の経営学（1965年、YTV）
- 東京警備指令 ザ・ガードマン (TBS)
  - 第21話「黄金の牙」（1965年）
  - 第60話「裁くのは俺だ」（1966年）
- NHK劇場 / 鉛筆の家（1966年、NHK）
- おはなはん（1966年、NHK・連続テレビ小説）- ナレーター
- とってもシアワセ（1966年、TBS）
- ナショナルゴールデン劇場 逃亡（1966年、NET）
- ある勇気の記録（1966年、NET）- 岡田社会部長
- 泣いてたまるか (TBS)
  - 第23話「その一言が言えない」（1966年）
  - 第62話「なぜ、お嫁にゆくの」（1967年）
- 挑戦者 続・ある勇気の記録（1967年、NET）- 岡田社会部長
- 懸賞小説（1967年、NHK）
- 北斗の人（1967年、NET）- 浅利又七郎
- 木下恵介アワー (TBS)
  - 今年の恋（1967年）- 良平
  - 3人家族（1968年）- 八木沢
- 銭形平次 (CX)
  - 第68話「夫婦燈籠」（1967年）- 佐兵衛
  - 第470話「甲州獄門板」（1975年）- 松原多仲
  - 第625話「わが子わが女房」（1978年）- 林田織部
  - 第691話「涙の重さ」（1979年） - 佃屋徳兵ヱ
- ぜったい多数（1967年、NTV）
- 剣（1967年、NTV）
- 抜かれてたまるか（1968年、TBS）
- 十一番目の志士（1968年、NET）- 東洞院千斎
- たこたこあがれ（1969年、NTV）
- あいつの季節（1969年、TBS）- 大石弥吉
- 孤独のメス 第6話「蒸発のブルース」（1969年、TBS）- 笠原
- 無用ノ介 第9話「やってきた無用ノ介」（1969年、NTV）- 橋善
- セブンティーン -17才-（1969年、NTV）- ヒロイン梶原ゆかりの父
- ドラマ てれびじょん'69（1969年、MBS）
- 竹千代と母（1970年、NTV・グランド劇場）
- 鬼平犯科帳 第52話「乞食坊主」（1970年、NET / 東宝）- 井関録之助
- 美しき獲物（1970年、NTV・火曜日の女）
- 大岡越前 (TBS / C.A.L)
  - 第1部 〜 第7部（1970 - 83年）- 北町奉行中山出雲守
  - 第6部 第18話「幽霊屋敷を訪ねた女」（1982年7月5日）- 銭屋伊左衛門
- 女人武蔵（1971年、CX）- 徳川家康
- 清水次郎長（1971年、CX）- 増川与左衛門
- 水戸黄門 (TBS / C.A.L)
  - 第1部 第20話「父を尋ねて -鯖江-」（1969年）- 鯖江領矢沢郡代・丹波
  - 第3部 第14話「激流の死闘 -伊勢亀山-」（1972年2月28日）- 吉沢頼母
  - 第4部 第12話「なまはげ様のお通りだ! -秋田-」（1973年4月9日）- 石塚孫太夫
  - 第7部 第19話「最上紅花恋の唄 -米沢-」（1976年9月27日）- 升田屋佐兵衛
  - 第8部 第9話「人情しだれ柳 -岡崎-」（1977年9月12日）- 越中屋仁兵衛
  - 第12部 第19話「初春姫君替え玉騒動 -姫路-」（1982年1月4日）- 本間外記
  - 第13部 第16話「死を賭けた裏切り -鳥取-」（1983年1月31日）- 蒲生右京
- 二人の素浪人 第8話「一万両を賭けた脱出」（1972年、CX / 東映）- 医師・玄庵
- 剣客商売（1973年、CX）- 小川宗哲
- 風の中のあいつ（1973年、TBS）- 嘉平次
- 幡随院長兵衛お待ちなせえ（1974年、MBS）- 伊勢屋清兵衛
- 必殺シリーズ（ABC / 松竹）
  - 暗闇仕留人 第12話「大物にて候」（1974年）- 小兵衛
  - 江戸プロフェッショナル・必殺商売人 第15話「証人に迫る脅しの証言無用」（1978年）- 向島のご隠居
- ふりむくな鶴吉 第38話「その父その子」（1975年、NHK）
- けんか安兵衛 第12話「人さらい」（1975年、KTV）- 加賀屋
- 影同心 第11話「情けに賭けて殺し節」（1975年、MBS / 東映）- 十字屋作兵衛
- 風と雲と虹と（1976年、NHK・大河ドラマ）- 藤原仲平
- 子連れ狼 第3部 第7話「忍五輪」（1976年、NTV）- 寛禅
- 人魚亭異聞 無法街の素浪人 第11話「氷菓子を富士山で」（1976年、NET）- 川口屋平右衛門
- 江戸を斬るシリーズ（TBS）
  - 江戸を斬る II 第24話「まごころ」（1976年）- 相模屋万蔵
  - 江戸を斬るIII 第20話「悪徳検校」（1977年）- 武山検校
  - 江戸を斬るVI 第13話「金公お京の夫婦旅」（1981年）- 小野弥太夫
- 遠山の金さん 杉良太郎版（NET/東映）
  - 第1シリーズ 第66話「危険も二倍の賭けで死ね!」（1977年）- 江戸屋吉兵衛
  - 第2シリーズ 第9話「秩父数え唄ひとつとせ」（1979年）- 伊奈半左ヱ門
- 大江戸捜査網（12ch）
  - 第262話「隠密同心お吉 銃弾に泣く」（1976年）- 和泉屋徳兵衛
  - 第339話「恋なさけ捨て身の十手魂」（1978年）- 源右衛門
- 破れ奉行 第5話「暗黒街の紅い花」（1977年、ANB）- 大野宗忠
- 昭和の青春シリーズ 春の城（1977年、NHK・銀河テレビ小説）- 八代先生
- 女の顔（1977年、CX・水曜ドラマシリーズ）
- 海は甦える（1977年、TBS）- 金子堅太郎
- 日本の戦後 第10話「オペラハウスの日章旗 サンフランシスコ講和会議」（1977年、NHK・NHK特集）- 笠信太郎
- 横溝正史シリーズ (MBS)
  - 悪魔の手毬唄（1977年）- 本多医師
  - 八つ墓村（1978年）- 久野医師
- 黄金の日日（197年、NHK）第33話「海賊船」- 番頭
- 吉宗評判記 暴れん坊将軍 第8話「黒い十手を握る男」（1978年、ANB）- 花車の陣八
- 特捜最前線 第46話「判決・私を売った女!」（1978年、ANB）
- 太陽にほえろ! (NTV)
  - 第296話「ミスプリント」（1978年）- 高森圭一
  - 第351話「密室殺人」（1979年）- 平賀
- 七人の刑事 第1話「警視総監の宝物」（1978年、TBS）
- 新幹線公安官 第2シリーズ 第11話「略奪の死角」（1978年、ANB）
- 火の航跡（1978年、CX・平岩弓枝ドラマシリーズ）
- 獅子のごとく（1978年、TBS）
- 密約 外務省機密漏洩事件（1978年、ANB）
- たとえば、愛（1979年、TBS・木曜座）
- 日本のおんなシリーズI 茜の女（1979年、CX・平岩弓枝ドラマシリーズ）
- 不毛地帯（1979年、MBS）- 一丸副社長
- ザ・スーパーガール 第23話「暴力の街に女体を賭けろ」（1979年、12ch）- 石川
- ザ・商社（1980年、NHK）- 三好編集長
- 昭和史のなかの家族 空よ海よ息子たちよ（1981年、TBS）
- 新吾十番勝負 第一部（1981年、CX）
- 土曜ワイド劇場 (ANB)
  - 松本清張の地方紙を買う女（1981年）
  - 松本清張の溺れ谷 蜂は一度刺して死ぬ!（1983年）
  - 誰もが信じられない!（1983年）
- けものみち（1982年、NHK・土曜ドラマ）- 秦野重武
- 薩摩飛脚（1982年、CX）- 大目付
- 眠狂四郎無頼控 第1話「殺さないで私の子を異人妻の絶叫!将軍お世継暗殺大奥やわ肌秘話」（1983年、TX）- 室矢醇堂

### ラジオドラマ
- 灰色の部屋 (NHK)
  - 司馬家の崩壊（1949年）
  - おお・それ・みお（1952年）
  - 犯人（1953年）
- スリラー劇場（ラジオ東京）
  - 霧の中で（1959年）
  - 風の便り（1959年）
- 怪獣ゴジラ（1954年、ニッポン放送）- 尾形秀人[1]
- 闖入者（1955年、朝日放送）- 被害者・久保田
- 黒い川（1964年、NHK）
- 海へ（1965年、NHK）

### 舞台
- 検察官（1946年）
- 神を畏れぬ人々（1946年）
- 壊れ甕（1947年）
- 禮服（1949年）
- 本ではみんな習ったが（1951年）
- 森は生きている（1954年）
- イワーノフ（1954年）
- どれい狩り（1955年）- 飼育係
- 三ちゃんと利枝（1955年）
- 死せる魂（1956年）
- 懐かしい声（1956年）
- 京都の虹（1957年）
- 死んだような平和（1957年）
- 蟹の町（1957年）
- 火の山（1957年）
- 関漢卿（1959年）- 王和郷
- 石の語る日（1961年）
- 十二夜（1961年）
- おまへの敵はおまへだ（1961年）
- 鈍琢亭の最期（1962年）- 原成則
- 城寒（1962年）
- お人好しの幽霊（1963年）
- フィガロの結婚（1964年）
- 教育（1964年）
- ハムレット（1964年）- ローゼン・クランプ
- 東海道四谷怪談（1964年、1968年）- 直助権兵衛
- ファウスト（1965年）- ワーグナー、苛貴の霊、実在論者
- アンナ・カレーニナ（1966年）
- 追究（1967年）
- クルヴェット天から舞いおりる（1967年）
- タンゴ（1968年）
- 御意のままに（1969年）
- 狂人なおもて往生をとぐ（1969年）
- どちらでも（1970年）
- 管理人（1972年）
- 母（1972年）
- 守銭奴（1973年）
- ワーニャ伯父さん（1974年）
- どん底（1975年）
- ルル（1977年）
- いち子と須磨子（1978年）- 東儀鉄笛
- 山ほととぎすほしいまま（1980年）
- バースディ・パーティー（1981年）
- 荒野の落日（1983年、演出）

### 吹き替え
- フォア・ジャストメン（改題：正義の四人）（ヴィットリオ・デ・シーカ）
- 探偵ストレンジ（アダム・ストレンジ/アンソニー・クエイル）
- パットン大戦車軍団（オマル・ブラッドリー米陸軍大将【カール・マルデン】）※日本テレビ旧録版

## 著書
- 『ぼくの俳優手帖』